# Cosmophyllum olivaceum
Cosmophyllum olivaceum är en insektsart som beskrevs av Blanchard 1851. Cosmophyllum olivaceum ingår i släktet Cosmophyllum och familjen vårtbitare. Inga underarter finns listade i Catalogue of Life.